# Комітет Суспільної Самооборони «КОР»
Комітет Суспільної Самооборони «КОР» (КСС-КОР) (пол. Komitet Samoobrony Społecznej «KOR» — KSS KOR) — польська опозиційна організація, що функціонувала з 29 вересня 1977 року по 23 вересня 1981 року. Створена в результаті реорганізації Комітету Оборони Робітників, який після звільнення в липні 1977 р. репресованих виконав основні свої цілі для яких був створений. Ця організація, що мала первісною метою допомогу особам репресованим владою Польської Народної Республіки, стала також центром натхнення та формування принципів дії для широкого демократичного руху опозиційних до ПНР середовищ. Вона мала, також, значний вплив на розвиток подій серпня 1980 року і створення профспілки «Солідарність».

## Виникнення і цілі
29 вересня 1977 року відбулися збори КОР, на яких було ухвалено текст «Декларації Демократичного Руху», а також прийнято постанову про перетворення Комітету Оборони Робітників в Комітет Суспільної Самооборони «КОР». В КСС-КОР вступили всі члени КОР окрім трьох, які  вже діяли в русі Захисту Прав Людини і Громадянина. Метою Комітету була боротьба за верховенство права і захист громадян від зловживань влади, а також дія на користь інституційного захисту громадянських свобод і підтримка громадських ініціатив, які б цьому сприяли. В ході зустрічі було прийнято рішення зберегти в назві «КОР», проте вже не в якості абревіатури, а радше як «розпізнавальний знак». КСС-КОР як і раніше повинен був надавати допомогу потерпілим  у зв'язку з подіями в червні 1976 року. Крім того, завданнями КСС-КОР були:
- боротьба з репресіями, застосовуваними з політичних, світоглядних, релігійних чи расових мотивів і надання допомоги переслідуваним;
- боротьба з порушенням законності і допомога постраждалим в результаті цих порушень;
- боротьба за інституціональний захист прав і свобод громадян;
- висунення і захист будь-яких громадських ініціатив, спрямованих на реалізацію прав людини і громадянина[2].

## Склад і принципи роботи
У склад Комітету, до якого вступили всі члени КОР, ввійшли і кілька молодих співпрацівників КОР (Северина Блумштайн, Конрад Білинський, Андрій Селінський, Ян Літинський, Збігнев Ромашевський і Генріх Вуйц), також до комітету приєдналися перебуваючий в еміграції Лешек Колаковський  і пов'язана з  католицьким серидовищем Марія Восєк. Нечисленні зміни складу мали місце в наступні роки, деякі члени померли. КСС-КОР нараховував разом 35 членів.
Як правило, один раз на місяць проходив збір у квартирі професора Едварда Липинського, на якому обговорювалися важливі питання і приймалися заяви на теми, пов'язані з цілями Комітету. Між зібраннями постійно працювала редакційна комісія КСС-КОР, на яку покладалося право видачі заяв з питань надзвичайних ситуацій, як правило, тих що стосувалися комуністичних репресій влади проти громадян, що займалися опозиційною діяльністю. Створено Раду Фонду Суспільної Самооборони, за участю о. Яна Зеї, Галини Миколайської, Яна Юзефа Ліпського, Яна Кєлановського, Едварда Липинського, Йосипа Рибицького і Вацлава Завадського, яка опікувалася фінансами руху і підтримувала різні опозиційні ініціативи.
До активістів, які справили найбільший вплив на формулювання цілей і принципів роботи КСС-КОР, а також активно формували ідеї у текстах публіцистичних статей, інтерв'ю та обговореннях належали Яцек Куронь, Адам Міхнік і Антоній Мацеревич.
Вся діяльність підтримувана і координована КСС-КОР відбувалася на наступних принципах: діяльність відкрита, але поза структурами контрольованими владою ПНР; без насильства (non-violence); самостійності окремих незалежних ініціатив; різних ступенів участі в опозиційному русі, що дозволяло включати до дій тих хто не був готовий ризикувати занадто багато. Перспективною метою було відновлення Польщею демократії та незалежності еволюційним шляхом, через діяльність незалежних громадських рухів, поступове розширення сфери свободи, переламуючи головні принципи державної організації ПНР — насамперед, контролю комуністичної партії над усіма сферами життям суспільства.

## Діяльність
КСС-КОР  кілька разів публікував заклики до громадськості, в яких вказував на поглиблення економічної кризи та конкретні її прояви. У листопаді 1977 року комітет розкрив засекречені раніше записи цензури ПНР, що стосувалися багатьох сфер життя держави, суспільства, культури та історії. У 1978 році Комітет опублікував дані про кризу системи надання ліків. У 1979 р. підтримав хартію Прав Робітників, підготовлену учасниками руху коровського, яка мала за мету створення незалежних профспілок. Комітет видавав також заяви, що стосувалися важливих дат в історії Польщі:  11 листопада 1978 року в часі святкування 60-ї річниці відновлення незалежності, чи в квітні 1979 року — в річницю катинського злочину.
КСС-КОР встановив у 1978 році. співпрацю з опозицією в Чехословаччині — Хартією 77, проводячи дві наради, на кордоні між державами, а потім публікуючи на сторінках «Критики» більш важливі програмні документи Хартії 77 і відомий есе Вацлава Гавела Сила безсилих. Комітет захищав репресованих чеських і словацьких опозиціонерів, зокрема, проводячи в листопаді 1979 року тижневе голодування в Соборі святого Хреста у Варшаві. Підтримував контакти з польською політичною еміграцією, у тому числі з паризькою «Культурою», польським урядом у вигнанні в Лондоні і польською радіостанцією «Вільна Європа». Неофіційними представниками комітету на Заході були — Лешек Колаковський, Олександра та Євген Смоляри. Про цілі і дії КСС-КОР повідомлялося і громадськість Заходу, зокрема в інтерв'ю, які надавалися  зарубіжній пресі.
КСС-КОР підтримав страйки 1980 р., збирав дані про їхній хід і передавав інформацію на Захід, звідки вона поверталася через Радіо «Вільна Європа» і польський відділ BBC. Страйк на Гданській Верфі організував Богдан Борусевич, а Мирослав Хоєцький, Конрад Білинський і Єва Мілевіч допомогли створити поліграфічну базу страйкарів і редагували Страйковий Інформаційний Бюлетень «Солідарність». Співробітники КСС-КОР підтримували страйки і в інших місцях.
Активісти КСС-КОР були активні в організації профспілки «Солідарність», особливо в Мазурському, Гданському, Нижньо Сілезькому, Малопольському регіонах. Створювали профспілкові інформаційні бюлетені, в тому числі і загальнонаціональної «Агенції Солідарність» («AS»).  В регіоні «Mazowsze» створили Центр Соціальних Досліджень (керівник Антоній Мацеревич), консультантами цього регіону були Яцек Куронь і Адам Міхнік, радником Краєвої Комісії був Яцек Куронь, її секретарем Анджей Целінський. В міру все активнішої участі членів і співробітників КСС-КОР у профспілковій діяльності, Комітет поступово став згортати свою діяльність. Його функції перебрала на себе «Солідарність». Офіційне припинення діяльності КСС-КОР сталося на I Національному З'їзді Делегатів профспілки «Солідарність» 23 вересня 1981 року.

## Переслідування владою ПНР
Владою ПНР Комітет розглядався як незаконна організація. У відповідь на його діяльність прокуратура вела починаючи з 1977 розслідування, в рамках якого проводилися обшуки в квартирах, арешти, вилучення видань. Дії проти КСС-КОР вела і Служба Безпеки, вони включали стеження, прослуховування телефонів і квартир, затримання на 48 годин, спроби залякування співробітників Комітету. Рішення про масштабніші репресії могло прийняти тільки керівництво ПОРП, на що воно, однак, не пішло.
У перші місяці 1979 року проходило «протистояння», спрямоване, насамперед, на лекції Яцека Куроня та Адама Міхніка в рамках діяльності Товариства Наукових Курсів з участю активістів ZSMP і SZSP (Об'єднання Соціалістичної Польської Молоді і Соціалістичне об'єднання Польських Студентів). «Протистояння» закінчилося побиттям Генріха Вуйца і  Матвія Куроня, сина Яцека. У грудні 1979 року. прокуратура ухвалила рішення про оголошення звинувачень 8 членам і партнерам КСС-КОР  за ст. 276 пар 1 кодексу карного за «участь у організації Комітет Суспільної Самооборони „KOP“, діяльність якої носить злочинний характер, що полягає в розповсюдженні несанкціонованих видань…». 28 серпня 1980 року. було прийнято рішення про оголошення звинувачень 35 особам, з яких 28 були арештовані. Усіх їх відпустили після підписання серпневої угоди 31 серпня 1980 року, але розслідування тривало.
В часі Воєнного стану Головна Військова Прокуратура вела кримінальну справу «за спробу насильного повалення  ладу ПНР», якою були охоплені активісти КСС-КОР. На початку вересня 1982 року було оголошено обвинувачення і заарештовано інтернованих від 13 грудня 1981 року.: Яцека Куроня, Адама Міхніка, Яна Літинського, Генріха Вуйца, а потім також Яна Юзефа Ліпського і Збігнєва Ромашевського. Після довгого розслідування проти чотирьох з перерахованих  13 липня 1984 р. розпочався процес, після чого у відповідності з оголошеною 22 липня цього року амністією всі вони були звільнені.